# مروان محمد
مروان محمد (انگلیسی: Marwan Mohammed؛ زادهٔ ۸ ژانویهٔ ۱۹۹۴) بازیکن فوتبال اهل امارات متحده عربی است.